# Hersiliola esyunini
Espèce
Hersiliola esyunini est une espèce d'araignées aranéomorphes de la famille des Hersiliidae.

## Distribution
Cette espèce est endémique de la province de Namangan en Ouzbékistan,. Elle se rencontre entre 380 et 850 m d'altitude au pied des monts Kurama.

## Description
Les mâles mesurent entre 3,40 et 3,65 mm et les femelles entre 3,75 et 4,00 mm

## Étymologie
Cette espèce est nommée en l'honneur de l'arachnologiste russe Sergei L. Esyunin.

## Publication originale
- Marusik & Fet, 2009 : A survey of east Palearctic Hersiliola Thorell, 1870 (Araneae, Hersiliidae), with a description of three new genera. ZooKeys, no 16, p. 75-114 (texte intégral).